# ایلیاسو شیلا
ایلیاسو شیلا (انگلیسی: Illiasu Shilla؛ زادهٔ ۲۶ اکتبر ۱۹۸۲) یک بازیکن فوتبال اهل غنا است.
وی همچنین در تیم ملی فوتبال غنا بازی کرده‌است.